# Biblioteca della Borghesia di Berna
La Biblioteca della Borghesia di Berna è una biblioteca pubblica e scientifica, si trova nel centro storico della città, a Münstergasse 63. Provvede a documentare e archiviare in modo esaustivo i supporti di memorizzazione editi o inediti relativi al cantone, alla città e agli abitanti di Berna, i cosiddetti Bernensia.